# David Pion
David Pion est un acteur belge, né le 29 novembre 1974. Il est le fils du comédien Guy Pion.

## Théâtre
- Fin de tournage, écrit et mis en scène par Anna Valverde et Cécile Hustin : l'enfant
- Le Sculpteur de masques de Fernand Crommelynck, mise en scène de Henri Ronse
- Fin de partie de Samuel Beckett, mise en scène d'Armand Delcampe
- L'Instruction de Peter Weiss, mise en scène de Richard Kalisz
- 1993-1994 : Arcadia de Tom Stoppard, mise en scène d'Adrian Brine : Gus
- 1994 : Le Fils des Trois Mousquetaires d'après Cami, mise en scène de Jean-Pierre Friche : Batistin, le sbire et le fils du gouverneur
- 1994 : L'Homme, la Bête et la Vertu de Luigi Pirandello, mise en scène de Tonio Ceccinato : Belli
- 1997-1998 : Angelo, tyran de Padoue de Victor Hugo, mise en scène de Pierre Abs : Gaboardo
- 1997-1998 : Mort d'un commis voyageur d'Arthur Miller, mise en scène de Michel Kacenelenbogen : Happy
- 1998 : Images de la vie de Saint-François d'Assise de Michel de Ghelderode, mise en scène de Stephen Shank : le charlatan, le lutteur et le frère
- 1998-1999 : L'Opéra de quat'sous de Bertolt Brecht, mise en scène de Carlo Boso : Filch
- 1999 : Le Misanthrope ou l'Atrabilaire amoureux de Molière, mise en scène de Michel Kacenelenbogen : Clitandre
- 1999 : Le Long Voyage vers le jou, écrit et mis en scène par Richard Kalisz : Stéphane
- 1999-2001 : La Mascarade Fantastique, mise en scène de Carlo Boso : Tabarin et Léandro
- 2000 : Rouge, Noir et Ignorant d'Edward Bond, mise en scène de Christine Delmotte : le garçon, le professeur, l'acheteur et le fils du soldat
- 2000 : La Chanson de septembre de Serge Kribus, mise en scène de Marcel Delval : Riton
- 2001 : La Cerisaie d'Anton Tchekhov, mise en scène de Michel Kacenelenbogen : Lacha
- 2001 : Conversation en Wallonie de Jean Louvet, mise en scène d'Armand Delcampe : Eugène
- 2001 : Personne ne voit la vidéo de Martin Crimp, mise en scène de Marcel Delval : Paul
- 2002-2004 : La Nuit des rois de William Shakespeare, mise en scène de Patrick Descamps et Luca Franceschi : Feste
- 2003-2004 : Les Jumeaux vénitiens de Carlo Goldoni, mise en scène de Carlo Boso : Arlequin
- 2003 : Sang de Lars Norén, mise en scène de Richard Kalisz : Luca
- 2004 : Woyzeck de Georg Büchner, mise en scène de Carlo Boso : Woyzeck
- 2005 : La Noce chez les petits bourgeois de Bertolt Brecht, mise en scène de Carlo Boso : le marié
- 2006 : Les Affaires de Monsieur Jules César de Jean-Marie Piemme, d'après Bertolt Brecht, mise en scène de Roumen Tchakarov : l'orateur, le marchand, le banquier et le tailleur
- 2006 : Mais qu'est-ce qu'on a fait pour en arrivé là ? de Bruno Belvaux, Olivier Coyette, Véronique Dumont, Thomas Gunzig et Marc Moulin, mise en scène de Daniela Bisconti : tous les rôles masculins
- 2006 : L'Atelier de Jean-Claude Grumberg, mise en scène de Michel Kacenelenbogen : le presseur
- 2007 : Ladie's Night, mise en scène de Dominique Würsten : Manu
- 2007 : Les Bas-fonds de Maxime Gorki, mise en scène de Gisèle Sallin : le baron de Medvedev
- 2008 : L'Orestie d'Eschyle, mise en scène de Gisèle Sallin : le veilleur, Oreste et le Chœur
- 2009 : Calvin, Genève en flammes de Michel Beretti, mise en scène de François Rochaix : Farel, Vandel, de Gallars, Foural et Conti
- 2009 : Les Perdus écrit et mis en scène par Julien Mages : Adam
- 2011 : Les Femmes savantes de Molière, mise en scène de Gisèle Sallin : Trissotin
- Le Prénom de Matthieu Delaporte et Alexandre de La Patellière, mise en scène de Denis-Claude Koenig : Claude
- 2014 : La Double Inconstance de Marivaux, mise en scène de Philippe Mentha : Arlequin

## Filmographie

### Cinéma
- 2004 : Mon Ange : le type de la voiture
- 2007 : L'Infiltré : Inspecteur Weber
- 2008 : Une chaîne pour deux : le parachutiste
- 2009 : Hors cadre
- 2011 : À quoi tu joues ?

### Télévision
- 1991 : La Promesse
- 1994 : Tempêtes – Laurent
- 1995 : La Veuve de l'architecte – Salsa
- 1997 : Le Président et la Garde-barrière
- 2001 : Zaïde, un petit air de vengeance de Josée Dayan – le garçon d'étage
- 2007 : La Fille du chef – Dédé
- 2011 : Corps perdus

## Doublage

### Films
- 2005 : Sept Ans de séduction : Jeeter (Kal Penn)
- 2011 : Margaret : John Andrew Van Tassel (Matthew Broderick)

### Séries d'animation
- 1996- : Détective Conan : Heiji Hattori
- 1997 : Les Jules, chienne de vie... : Jules 2
- 2000-2002: Pelswick : Ace
- 2000-2003 : X-Men: Evolution : Le Colosse
- 2000-2004 : Static Choc : Magma
- 2002-2006 : Canards extrêmes : Geextah
- 2003 : Saint Seiya : Ikki
- 2003-2006 : jacob Jacob : Daniel
- 2005-2014 : Robot Chicken
- 2005 : Papillon & Mamillon